# Języki indo-tyrreńskie
Języki indo-tyrreńskie – hipotetyczna nadrodzina językowa wywodząca się z prajęzyka indo-tyrreńskiego. W jej skład miałyby wchodzić dwie rodziny językowe: indoeuropejska i tyrreńska. Jej istnienie postulowano na podstawie pewnych podobieństw gramatyczno-słownikowych pomiędzy językami indoeuropejskimi a językiem etruskim, wchodzącym w skład języków tyrreńskich.